# Guy de La Bédoyère
Pour les articles homonymes, voir De La Bédoyère.
Guy Martyn Thorold Huchet de La Bédoyère, né à Wimbledon le 28 novembre 1957, est un auteur d'ouvrages britannique.

## Biographie

### Famille
Guy de La Bédoyère est issu de la famille Huchet, une famille française d'ancienne noblesse bretonne. La branche à laquelle il appartient est établie en Angleterre depuis plusieurs générations et a contracté des alliances avec des familles de l'aristocratie britannique. L'un de ses ancêtres masculins est le cousin du général Charles de la Bédoyère (1786 - 1815, mort à 29 ans), l'aide de camp de Napoléon à la bataille de Waterloo en 1815. Son grand-père Michael de La Bédoyère (en) était journaliste et a été pendant près de trente ans éditeur du Catholic Herald.

### Formation et centres d'intérêt
Titulaire d’un diplôme en histoire de l’université de Durham en 1980 et d’un diplôme en histoire moderne de l’université de Londres en 1985, ainsi que d'une maîtrise en archéologie d’University College de Londres en 1987, La Bédoyère a publié de nombreux ouvrages sur la Bretagne romaine et sur d’autres sujets. Ses centres d’intérêt, en dehors de l’Empire romain et de la Grande-Bretagne romaine, sont les pièces de monnaie anciennes et modernes, les écrits de Samuel Pepys et de John Evelyn. Sa découverte, en 1997, que l’empereur rebelle romano-britannique appelé Carausius avait placé dans ses pièces de monnaie une référence explicite à des vers de Virgile, est considérée comme une découverte importante dans l’histoire de la période.
La Bédoyère est membre de la Société royale de numismatique, de la Société des antiquaires de Londres et de l’Historical Association. Il a publié des ouvrages sur différents sujets.

## Publications
- La Découverte de la pénicilline, Montréal, Hurtubise, 2007.
- La Rome antique pour les nuls, Paris, First éditions, 2010.
- Les premiers ordinateurs, Montréal, Hurtubise, 2007.
- Les Gladiateurs : vie et mort dans la Rome antique, Montréal, Hurtubise, 2003.
- « Recherches sur les ateliers de potiers de la Gaule centrale », avec Joseph Aloysius Stanfield ; Grace Simpson ; Wilfred Dodds & Christian Richard, Recherches sur les ateliers de potiers de la Gaule centrale, Sites, 1990.